# ポーツマス (軽巡洋艦)
ポーツマス(USS Portsmouth, CL-102)は、アメリカ海軍の軽巡洋艦。クリーブランド級軽巡洋艦の24番艦。その名を持つ艦としては3隻目。

## 艦歴
「ポーツマス」は1943年6月28日にバージニア州ポーツマスのニューポート・ニューズ造船所で起工し、1944年9月20日にマリアン・M・デール夫人およびサラ・B・リー夫人によって進水、1945年6月25日にヒーバー・B・ブランボー艦長の指揮下就役する。
キューバでの整調後、「ポーツマス」はノーフォークを拠点として1946年の春まで運用開発部隊に所属し行動した。5月にアフリカへの親善巡航に出航し、ケープタウン、ラゴス、フリータウン、モンロビア、カサブランカを訪問、その後地中海へ向かいナポリ、パレルモを訪問後帰路に就く。11月25日に再び地中海に向かい12月7日にナポリに到着、その後トリエステに向かい、1947年2月まで政治的に混乱したアドリア海を巡航した。翌3月は2週間をトリエステで過ごし、4月に帰国する。
11月に入ると地中海東部で活動し、その後1948年3月11日にオーバーホールのためボストンに入港する。オーバーホールが完了すると、東海岸での訓練を再開し、カリブ海で予備役兵の訓練も行った。1949年3月9日にフィラデルフィア海軍造船所入りし、不活性化オーバーホールを開始する。1949年6月15日に退役し、大西洋予備役艦隊で保管される。その後1971年1月15日に除籍され、1974年にスクラップとして廃棄された。